# Alaudala raytal
La terrera raytal (Alaudala raytal) es una especie de ave paseriforme de la familia Alaudidae propia del sur de Asia. El nombre de la especie raytal deriva del término hindi retal, que a su vez deriva de la palabra réth, que significa «arena».

## Descripción

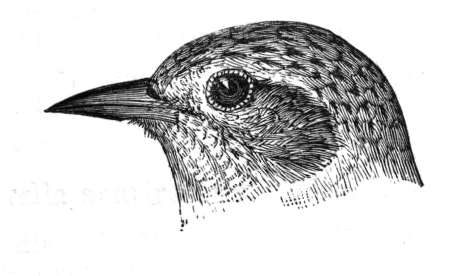
Dibujo de la cabeza de A. r. raytal.

La terrera raytal mide entre 12 y 13 cm de largo. Existe bastante variación geográfica en el aspecto de las tres subespecies de terrera raytal. Todas las subespecies tienen un plumaje pardo grisáceo críptico con un veteado suave en la partes superiores. La longitud de su pico varía geográficamente, es corto y grueso en regiones occidentales, y largo y puntiagudo en las orientales. La subespecie krishnakumarsinhji que se encuentra alrededor de Bhavnagar en Gujarat es más grisácea en las partes superiores y tiene moteado oscuro tanto en la parte superior como en el pecho. Presentan el lorum y la lista superciliar son blancos, al igual que la zona bajo el ojo y la totalidad de las partes inferiores. El pecho blanquecino tiene un moteado fino salvo en krishnakumarsinhji que es más prominente. La subespecie adamsi del suroeste de Asia es más clara.

## Taxonomía
La terrera rayatal fue descrita científicamente como miembro del género Alauda. Posteriormente fue trasladada al género Calandrella. y cuando este último se escindió en 2013 fue trasladada al género Alaudala.
Se reconocen tres subespecies:
- A. r. adamsi - (Hume, 1871): se encuentra en el sureste de Irán, Pakistán, el este de Afganistán y el noreste de la India.
- A. r. raytal - (Blyth, 1845): la subespecie nominal que se extiende desde el norte de la India por las planicies del Ganges hasta el sur de Birmania.
- A. r. krishnakumarsinhji - (Vaurie y Dharmakumarsinhji, 1954): ocupa el oeste de la India.

## Distribución y hábitat
En encuentra en el sur de Asia, distribuido por el norte del subcontiente indio y sus alrededores. La especie se extiende por las planicies y bancos de arena del Ganges, el Indo, el Brahmaputra, Irrawaddy y Irawadi. También se encuentra a lo largo del río Narmada pero allí es más escaso. Se encuentra principalmente en las islas fluviales de arena y riberas. También se encuentra en los campos de dunas costeros y barrizales secos.

## Comportamiento y ecología
La terrera raytal generalmente se encuentra en solitario o en parejas y pequeños grupos. Se alimentan de insectos y semillas. Buscan alimento desplazándose rápidamente en zigzag por los bancos de arena cercanos al agua.
La época de cría es de febrero de mayo. Su canto es variado y consiste en una mezcla de trinos tintineantes altos mientras vuelan, seguidos de notas más ásperas y descendentes. Realizan exhibiciones de buelo que incluyen ascensos seguidos de rápidas batidas de alas para parar y dejarse caer escalonadamente parando extendiendo las alas y cola. En la última etapa de descenso se dejan caer verticalmente para posarse sobre un montículo. También cantan posados en el suelo, generalmente sobre una ligera elevación. También incorporan cantos de otras aves en trinos. Su llamada más común es un claro chissip.
Su nido tiene forma de cuenco profundo. Construye su nido en el suelo escondido entre las matas de la arena. La puesta suele constar de tres huevos blanquecino grisáceos con motas pardas.